# Stazione di Campodazzo
La stazione di Campodazzo (in tedesco Bahnhof Atzwang) era una stazione ferroviaria posta sulla linea Brennero-Bolzano. Serviva la frazione di Campodazzo (Atzwang), nel comune di Renon (BZ).

## Storia

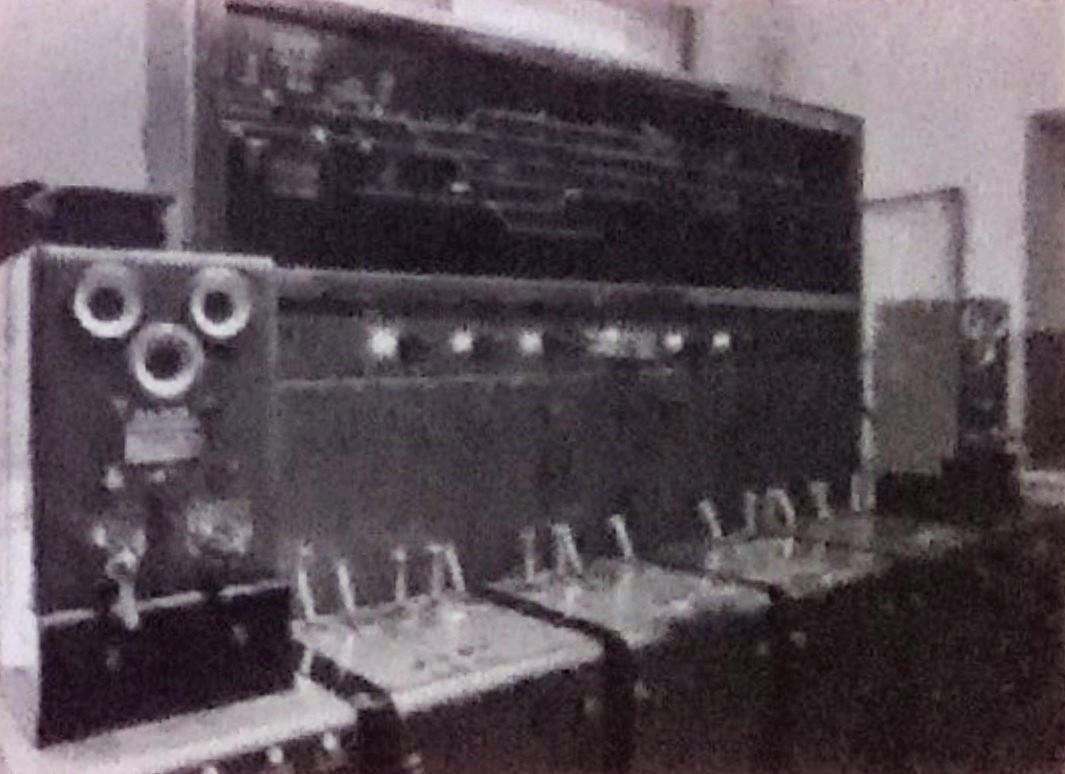
Il banco ACE della stazione di Campodazzo ripreso negli anni d'esercizio della linea

La stazione fu attivata nel 1867 e rimase operativa fino al 1998, quando il tratto Ponte Gardena-Prato della linea del Brennero fu deviato nella nuova galleria Sciliar allo scopo di aumentare il traffico e meglio proteggere l'infrastruttura da frane e inondazioni. La stazione di Campodazzo, tagliata fuori dal nuovo percorso, venne pertanto dismessa.

## Strutture e impianti
Il fabbricato viaggiatori, inutilizzato e con le aperture murate, è costruito in grovacca con dettagli estetici in bugnato; al pianterreno si trovavano la sala d'attesa, la biglietteria e l'ufficio del dirigente movimento, mentre il secondo piano ospitava due appartamenti di servizio da quattro stanze l’uno. La struttura è architettonicamente conforme al modello edilizio numero 4 sviluppato dall’ingegnere Wilhelm Ritter von Flattich: un edificio compatto, con la facciata esterna caratterizzata da un corpo centrale leggermente aggettante, sopra il quale la gronda del tetto s’interrompe in due ali spioventi innestate longitudinalmente rispetto al blocco principale; le finestre del secondo piano sono tre (due singole laterali e una doppia centrale), allineate verticalmente ad altre tre aperture ubicate al pianterreno (una finestra sulla sinistra, due porte al centro e a destra.) Verso l'ex lato binari la facciata è invece piana, scandita da quattro finestre al secondo piano e quattro porte a livello del terreno; il tetto è a gronda continua con spiovente verso il sedime. Il lato corto nord è privo di aperture, mentre quello sud ha una singola finestra a tre ante al secondo piano.
Contiguo al fabbricato si trova un piccolo edificio aggiunto in epoca successiva, ospitante i servizi igienici.
Il patrimonio edilizio è completato da un deposito merci in calcestruzzo (costruito negli anni 1930 in sostituzione di una precedente struttura lignea) e da un alloggio per personale ferroviario costruito nel 1928 su progetto di Angiolo Mazzoni. Entrambi questi edifici sono stati venduti a privati.
Il sedime ferroviario è stato completamente smantellato ed adibito al transito della Strada statale 12 dell'Abetone e del Brennero (che in precedenza passava sul piazzale esterno) e di una pista ciclabile.